# Ruellia ciliatiflora
Ruellia ciliatiflora är en akantusväxtart som beskrevs av William Jackson Hooker. Ruellia ciliatiflora ingår i släktet Ruellia och familjen akantusväxter. Inga underarter finns listade i Catalogue of Life.